# Vladimíra Přibylová
Vladimíra Přibylová (11. března 1904 – ???) byla česká a československá politička a poslankyně Prozatímního Národního shromáždění za Československou sociální demokracii.

## Biografie
Profesně se roku 1945 uvádí jako textilní dělnice z Hradce Králové.
V letech 1945-1946 byla poslankyní Prozatímního Národního shromáždění za sociální demokraty. V parlamentu setrvala do parlamentních voleb v roce 1946.